# Eucalyptus yagobiei
Eucalyptus yagobiei là một loài thực vật có hoa trong Họ Đào kim nương. Loài này được Maiden mô tả khoa học đầu tiên năm 1922.